# 제31회 부산국제단편영화제
제31회 부산국제단편영화제는 2014년 4월 25일에 열린 시상식이다.

## 수상 및 후보

### 최우수작품상(국제경쟁)
- 두 시간, 더 이상 - 알리 아스가리 수상

### 우수작품상(국제경쟁)
- 깊은 계곡 - 알레한드로 텔레마코 타랏 수상

### 심사위원특별상(국제경쟁)
- 다른 곳에서 온 그녀 - 르노 드 퓌테 외 1명 수상

### 부산 시네필 어워드(국제경쟁)
- 왜 독립영화 감독들은 DVD를 주지 않는가? - 구교환 수상

### 연기상(한국경쟁)
- 콩나물 - 김수안 수상

### 오퍼레이션키노(최우수작품상)
- 엑스 엑스 엑스 - 김소민 수상

### 오퍼레이션키노(우수작품상)
- 경마 이발관 - 김한용 수상

### 감독상(교보생명상)
- 겸손의 의미 - 세바스찬 바일리 수상

### 관객상(한국경쟁)
- 콩나물 - 윤가은 수상

### 시나리오상
- 겸손의 의미 - 세바스찬 바일리 수상

### 넥스트 제너레이션상
- 콩나물 - 윤가은 수상

### 국제경쟁
- 새벽 2시 43분 - 헥터 룰
- 8개월 - 후세인 아이딘 규르소이
- 침묵의 나라 - 폴 톰
- 아메리카 - 발레리 마사디안
- 문 앞에서 - 미리암 블리세
- 발코니 - 렌디타 제치라지
- 볼즈 - 스펠라 카데즈
- 분레름 - 소라요스 프라파판
- 세라믹 탱고 - 패트리시아 치카
- 클릭 - 에두아르 푸에르타스
- 막다른 인생 - 토냐 미샬리
- 아버지 - 산티아고 보우 그라쏘
- 고릴라 춤 - 유지니오 카네바리
- 핫 치킨 - 이아인 보너
- 나는 존재한다 - 아메드 압델나세르
- 미네리타 - 라울 데 라 푸엔테
- 두 시간, 더 이상 - 알리 아스가리
- 미스터 허블롯 - 로랑 비츠
- 겸손의 의미 - 세바스찬 바일리
- 봄의 태양 - 스테판 이반킥
- 여전히 - 윌리암 루
- 다른 곳에서 온 그녀 - 르노 드 퓌테 외 1명
- 불타는 대지 - 줄리앙 메이넷
- 추락 - 크리스토프 후르나에르트
- 마지막 무대 - 미하엘 부스토스
- 맛의 컬렉션 - 이고르 코빌린스키
- 선물 - 줄리오 포
- 무고한자들 - 로니 트록커
- 깊은 계곡 - 알레한드로 텔레마코 타랏
- 늑대의 뱃속에 갇힌 빨간 모자의 여행 - 리디아 후즈바
- 질문 - 주 리쿤
- 삶을 노래하는 자 - 라파엘 나바로 미논
- 세상의 꼭대기 - 알투로 카스트로 고도이
- 풍파 - 토우픽 크레이크
- 터퍼웨어 파티 - 바네사 그래핑홀트
- 근절 - 뎁지타 다할
- 시계 - 헝 시-치에
- 제노스 - 마디 플레이펠
- 4학년 보경이 - 이옥섭
- 아티스트-110 - 오서로
- 기러기아빠 - 김유리
- 김성수 할아버지의 어느 특별한 날 - 조재현
- 꽃피는 철길 - 김래원
- 멜로영화 - 한창록
- 수제앨범 - 공리혜
- 아빠의 맛 - 김인선
- 왜 독립영화 감독들은 DVD를 주지 않는가? - 구교환
- 이름들 - 최아름 외 1명
- 이 별에 필요한 - 김용완
- 중고나라 - 최경준
- 집 - 이환
- 한 끼의 식사 - 이영아
- 콩나물 - 윤가은

### 커튼콜
- 런어웨이 - 장-베르나르 마린
- 라파엘의 길 - 알레산드로 팔코
- 휘청이는 바퀴 - 얀 르 퀠렉
- 커쉬 - 슈브하시슈 부티아니
- 흐르지 않는 강 - 오마르 로버트 해밀턴
- 더 매스 오브 멘 - 가브리엘 고셰
- 황백색 튤립 - 에이칸 사포글루

### 주빈국 프로그램: 스페인
- 조각들 - 사치오 바노
- 결혼식 - 마리나 세레세스키
- 모들린 가족 이야기 - 세르히오 옥스만
- 관성적 사랑 - 세자르 에스테반 아렌다
- 모든 동물은 항상 죽을 것이다 - 파블로 비한데 메넨데즈
- 여분의 장모님 - 보르야 코비아가
- 부인과 죽음의 신 - 하비에르 레시오 그라시아
- 아침 7시 35분 - 나초 비가론도
- 잔혹한 휴식 - 아드리안 카르도나 외 2명
- 전설 - 파우 테이시도르
- 기계 - 가베 이바네즈
- 농장 - 이그나시오 라시에라
- 사슬고리 - 미겔 벨리야
- 엄마 - 앤디 무스치에티
- 바르셀로나 저속 만화경
- 로봇 - 빅토르 살라 외 1명
- 키스 미
- 모르티 - 카를로스 페르난데즈
- 크림맨 - 에스테르 카사스 로우라
- 분노의 폭발 - 샘 오티 마르티
- 맥주벌레 - 안데르 멘디아
- 거인 - 루이스 다 마타 알메이다 외 1명
- 비트셀러 - 후안마 산체스 세흐반테스
- 연기 상인 - 하이메 마에스트로
- 축복받은 기계 4 - 호시에 말리스

### 프리퀄 오브 스웨덴
- 어느 날 갑자기 - 패트릭 엑런드
- 미키의 사우나 - 프리다 켐프
- 가을 남자 - 요나스 젤버그 아우구스텐
- 샤라프 이야기 - 데이비드 아로노위치 외 1명
- 소사이어티 - 얀스 아수르

### 클로즈 업: 오버하우젠 선언 특별전
- 오버하우젠 선언 이후 - 울리히 샤모니
- 은밀한 모스크바 방문기 - 피터 샤모니
- 바이마르 공화국 포스터 - 하로 젠프트
- 꼭두각시 - 보리스 본 보리스홀름
- 선생님 - 알렉산더 클루게
- 마리오네트 - 카스파 반 덴 베르크
- 인내 - 하로 젠프트
- 도매시장 - 페르디난트 키틀
- 젊은 사진작가를 위한 콘테스트 - 피터 샤모니
- 소금 수확 - 레이먼드 룰
- 돌 속에 숨은 야만 - 알렉산더 클루게 외 1명
- 매직 리본 - 페르디난트 키틀
- 천문학의 도발적 실행 - 피터 샤모니
- 오페라 하우스의 운명 - 번하트 도리스 외 1명
- 크레타 섬 사람들 - 피트 코흐
- 기계 - 볼프강 우르히스
- 유토피아 - 블라도 크리스탈
- 트롯, 트롯 - 데텐 슬라이어마하
- 그림자 - 한스요르겐 폴란드
- 에이 - 얀 레니카
- 커뮤니케이션 - 에드가 레이츠
- 권총 - 볼프강 우르히스 외 1명

### 클로즈 업: 원신연 특별전
- 세탁기 - 원신연
- 자장가 - 원신연
- 빵과 우유 - 원신연